# Wandmalerei aus Insula H/1, Raum 1434

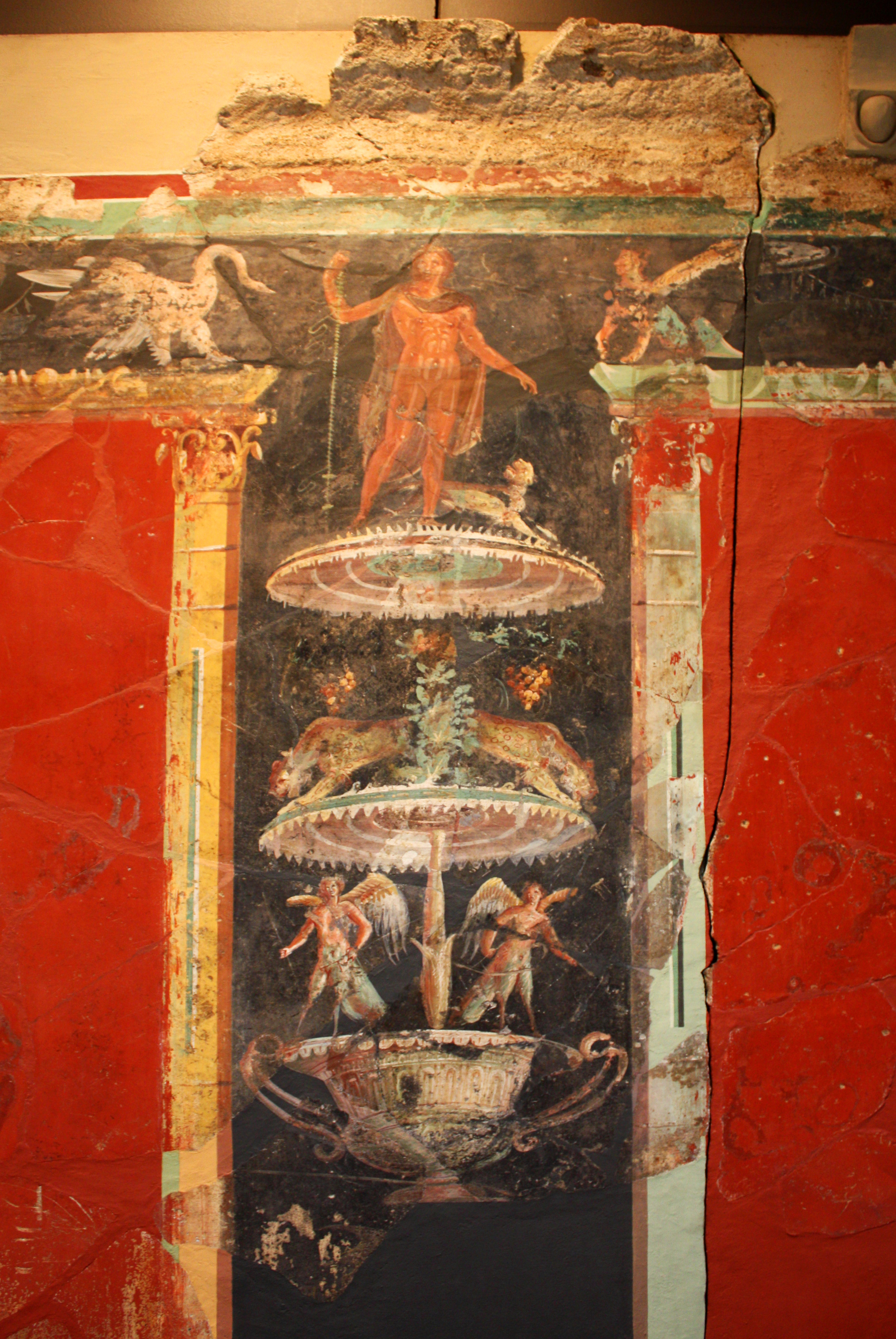
Dionysos mit Panther

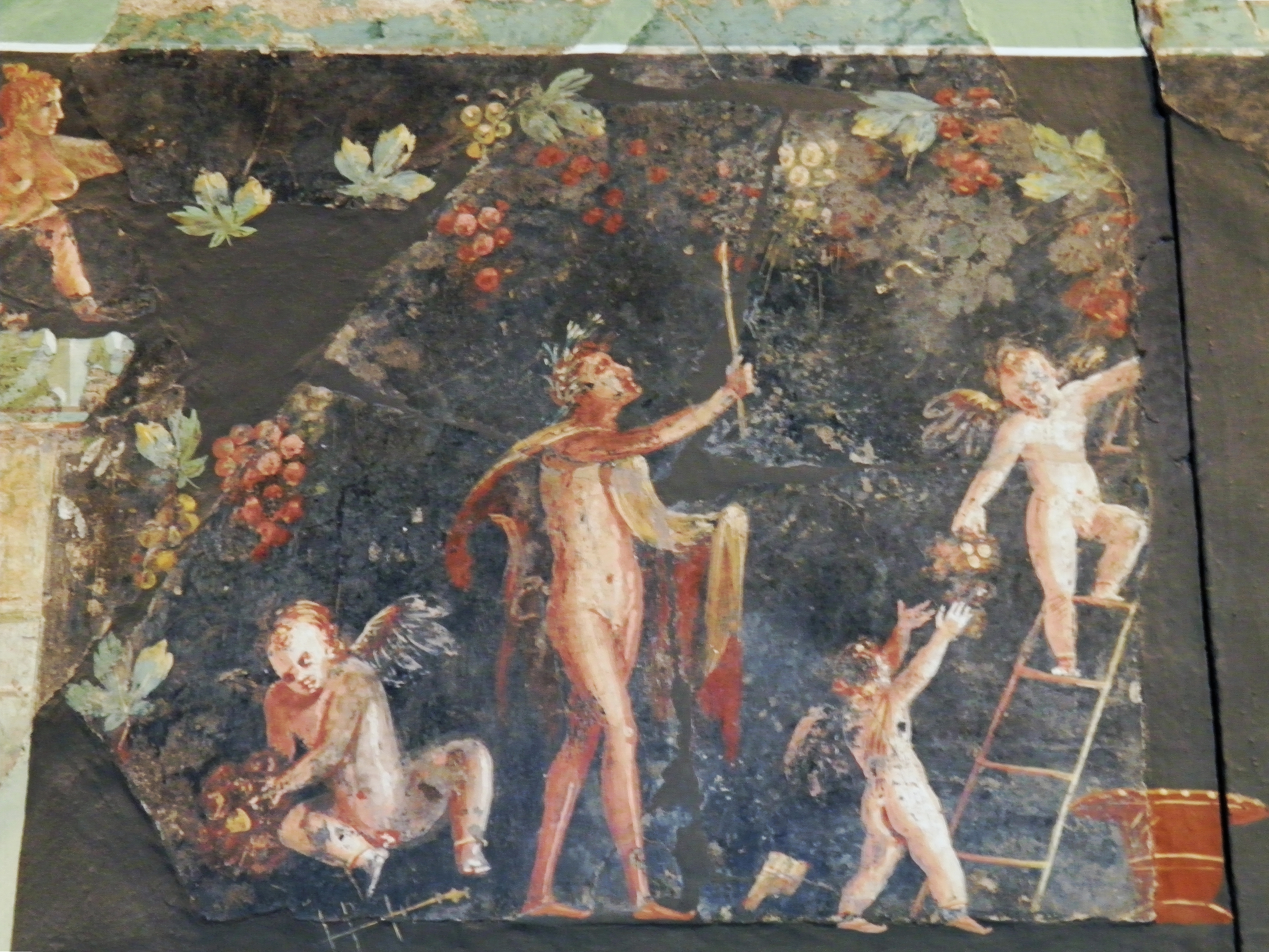
Ausschnitt

Bei der Wandmalerei aus Insula H/1, Raum 1434 handelt es sich um eine der am besten erhaltenen römischen Wandmalereien in Deutschland. Das römische Gebäude lag in Köln unmittelbar südlich des heutigen Doms vor dem Blau-Gold-Haus.  Die Ausgrabungen fanden in den Jahren 1969/70 statt, als in diesem Bereich eine Tiefgarage errichtet wurde.
Die meisten der Malereifragmente fanden sich in einer Lehmschicht unter einem Fußboden, andere Teile hafteten noch an der Wand. Sie schmückten einen Raum, der einst 7,8 Meter lang und etwa 4 Meter breit war. Vor allem die Malereien auf den beiden Längswänden konnten zum großen Teil wieder rekonstruiert werden und sind heute im Römisch-Germanischen Museum ausgestellt. Das Haus, zu dem die Malereien gehörten, ist nur zum Teil ausgegraben, so dass kein vollständiger Plan rekonstruiert werden kann. Daneben ist das Gebäude mehrmals um- und ausgebaut worden, was die Rekonstruktion einen Planes weiter erschwert.
Die Westwand des Raumes 1434 ist am besten erhalten. Über einer Sockelzone, die 20 cm hoch ist und bunt gesprenkelt auf einem rosa Hintergrund wahrscheinlich Marmor imitiert, folgt eine weitere 40 cm hohe Sockelzone, in der sich schmale rote mit breiten schwarzen Feldern abwechseln. Diese enthielten einst figürliche Szenen, von denen jedoch nur ein Beispiel besser erhalten ist. Über der Sockelzone befindet sich ein 14 cm breiter Streifen, worüber die Hauptdekoration gemalt ist. Hier wechseln sich schmale schwarze Felder (über den roten Feldern der Sockelzone) mit großen roten Panneaux (über den schwarzen Feldern der Sockelzone) ab. In den schwarzen schmalen Feldern befinden sich figürliche Dekorationen. Ein schwarzer Streifen über den roten Panneaux ist auch mit figürlichen Darstellungen dekoriert. Die großen roten Panneaux werden von gemalten Pilastern mit korinthischen Kapitellen begrenzt. Sie sind abwechselnd grün und gelb und tragen ein Eierstabgebälk.
Die Wand zeigt vier Panneaux mit fünf schmalen begrenzenden Feldern. Die drei mittleren schwarzen Felder haben jeweils einen gemalten beschirmten Kandelaber. Das mittlere Feld ist am breitesten, die beiden links und rechts davon etwas schmaler, die beiden äußeren sind am schmalsten und zeigen nur einen Grashalm. Die einzelnen Kandelaberschirme sind mit Figuren geschmückt. In dem mittleren Feld findet man eine Darstellung von Dionysos bei der Weinernte als oberen Abschluss des Kandelabers. Im linken Feld findet man dort das Bild der Pomona und im rechten Feld wiederum Dionysos. Hier ist er mit einem Panther dargestellt. In dem Streifen über den roten Feldern sind Schwäne, Sphingen und Greifen wiedergegeben.
Die andere Längswand ist nicht so gut erhalten. Der allgemeine Aufbau der Dekoration ist jedoch identisch. Auch hier befand sich im mittleren, schwarzen Feld eine Weinleseszene. Die Figur auf einem der seitlichen Kandelaber ist nicht mehr erhalten, im anderen ist ein sitzender Dionysos dargestellt. Es ist unsicher, ob dieser rechts oder links vom Mittelfeld gemalt war. In dem roten Feld unter dem mittleren schwarzen Feld sieht man einen Eroten als Bellerophon und eine Chimaira. Schlecht erhalten waren ein Wagenrennen und das Bild eines Rebhuhns in anderen Feldern der Sockelzone.
Die beiden kurzen Wände sind noch schlechter erhalten, doch scheint hier ein rotes Feld die Mitte der Wand eingenommen haben. Auch hier findet man Kandelaber in den angrenzenden schwarzen Feldern.
Die Malereien gehören zu den qualitätsvollsten aus dem römischen Germanien. Sie datieren wahrscheinlich in die zweite Hälfte des ersten nachchristlichen Jahrhunderts.